# Nihoreni, Rîșcani
Nihoreni este un sat din raionul Rîșcani, Republica Moldova.

## Demografie

### Structura etnică
Structura etnică a satului conform recensământului populației din 2004:
| Grup etnic         | Populație | % Procentaj |
| ------------------ | --------- | ----------- |
| Ucraineni          | 2.368     | 72,37%      |
| Moldoveni / Români | 720       | 22%         |
| Ruși               | 156       | 4,77%       |
| Țigani             | 10        | 0,31%       |
| Găgăuzi            | 8         | 0,24%       |
| Polonezi           | 3         | 0,09%       |
| Bulgari            | 2         | 0,06%       |
| Alții              | 5         | 0,15%       |
| Total              | 3.272     | 100%        |

## Administrație și politică
Componența Consiliului local Nihoreni (11 consilieri), ales la 5 noiembrie 2023, este următoarea:
|  | Partid                                        | Consilieri | Componență | Componență | Componență | Componență | Componență | Componență | Componență | Componență |
|  | --------------------------------------------- | ---------- | ---------- | ---------- | ---------- | ---------- | ---------- | ---------- | ---------- | ---------- |
|  | Partidul Socialiștilor din Republica Moldova  | 8          |            |            |            |            |            |            |            |            |
|  | Partidul Nostru                               | 1          |            |            |            |            |            |            |            |            |
|  | Partidul Dezvoltării și Consolidării Moldovei | 1          |            |            |            |            |            |            |            |            |
|  | Partidul „Renaștere”                          | 1          |            |            |            |            |            |            |            |            |